# العربية البريطانية للمحركات
الشركة العربية البريطانية للمحركات (أبيكو) هي شركة متخصصة في عمرة وإصلاح المحركات التوربينية والمكبسية للطائرات الهليكوبتر والطائرات الخفيفة والمحركات التوربينية للدبابات والقطارات وأيضا التوربينات الصناعية ذات القدرات المتوسطة.
الجودة والسعر تجعل أبيكو الاختيار الأول لعمرة وإصلاح المحركات التربينية والمكبسية في منطقة الشرق الأوسط وأفريقيا
- تم دمجها مع مصنع المحركات التابع للهيئة العربية للتصنيع بالقرار الجمهوري رقم (1) لسنة 2019 [2][3]

## نبذة
- شركة مشتركة بين الهيئة العربية للتصنيع (70%) وشركة رولزرويس الإنجليزية (30%)
- تأسست الشركة عام 1978
- رأس مال الشركة 32.4 مليون دولار
- المساحة الكلية 35000 متر مربع
- المساحة المغطاة 18000 متر مربع
- عدد العاملين 497 عامل